# Saint Vincent och Grenadinernas damlandslag i volleyboll
Saint Vincent och Grenadinernas damlandslag i volleyboll representerar Saint Vincent och Grenadinerna i volleyboll på damsidan. Laget har kvalspelat till VM vid flera tillfällen, men utan att lyckas kvalificera sig för turneringen.

### Fotnoter
1. ↑  ”NORCECA - Pool B   -   Gros Islet, Saint Lucia” (på engelska). Fédération Internationale de Volleyball. http://www.fivb.org/EN/Volleyball/Competitions/WorldChampionships/2010/Women/Rounds/?Tourn=WQ10NO-B. Läst 10 april 2024.
2. ↑  ”Calendar 2014 World Championship Qualification” (på engelska). Fédération Internationale de Volleyball. https://norceca.net/2012%20Events/2014/Calendar%202014%20World%20Championship%20Qualification.htm. Läst 10 april 2024.
3. ↑  ”ECVA-NORCECA WORLD QUALIFIERS GROUP BPRELIMINARY ROUND” (på engelska). https://norceca.net/2016%20Events/2018%20FIVB%20WC/Tournaments/ECVA/Women/WWCQT-Group-B-ANT/P-2-3/P2%20ANT%20FEMALE/MATCH%202%20VIN-GRN.pdf. Läst 10 april 2024.
4. ↑  Senaste tillfället då någon kontrollerade att de inmatade tabelluppgifterna stämmer. Uppgifter kan ha matats in senare utan att kontrolleras av någon annan